# Кулёв, Василий Яковлевич
Василий Яковлевич Кулёв (11 августа 1921 в деревне Сенцово, Костромского района, Костромской области — 1 августа 2001, Тула) — начальник Хмельницкого высшего артиллерийского командного училища и Тульского высшего артиллерийского инженерного орденов Ленина и Октябрьской Революции училища имени Тульского пролетариата, генерал-лейтенант.

## Биография
Родился 11 августа 1921 года в деревне Сенцово Костромского района Костромской области в многодетной крестьянской семье. Отец Яков Тимофеевич — крестьянин. После переезда семьи в Кострому в 1929 году работал на предприятиях города. Мать Феодосия Игнатьевна — домохозяйка.
С 1929 по 1939 гг. Василий Кулёв учился в городской средней школе № 25. В детские и юношеские годы занимался рисованием и посещал аэроклуб. Совершил несколько самостоятельных полётов. После окончания школы в 1939 году поступил на первый курс Ленинградской Академии художеств. Однако в этом же году был призван в РККА. Прослужив месяц рядовым красноармейцем, по комсомольскому призыву был направлен на учёбу во 2-е Ленинградское Краснознамённое артиллерийское училище, которое окончил 25 мая 1941 года. По распределению был направлен в СКВО в Краснознамённый гаубичный артиллерийский полк РВГК, расквартированный в станице Усть-Лабинская Краснодарского края, командиром взвода разведки батареи управления. Вскоре полк был передислоцирован в район города Брест к самой границе СССР.
Там лейтенант Кулёв встретил Великую Отечественную войну. Как и для многих советских офицеров, эта страница в его биографии была самой яркой и выдающейся.
В течение трёх суток полк поддерживал пограничников до того момента, пока немцы не обошли и не окружили советские войска. Пришлось прорываться на восток. Всё же им удалось выйти из окружения в районе Орши. Полк был передан 20-й армии, которая вела тяжёлые бои под Вязьмой. Здесь последовало второе окружение. И вновь Кулёву пришлось вырываться из него, ведя упорные бои в тылу противника в составе группы прорыва. После этого прорыва Василий Кулёв был направлен в один из полков легендарной 316-й стрелковой дивизии под командованием генерал-майора И. В. Панфилова. Временно лейтенант Кулёв командовал стрелковой ротой, но уже через несколько недель командовал артиллерийской батареей в бою у станции Кубинка. Батарея подбила пять фашистских танков. В декабре 1941 года В. Я. Кулёв был направлен на Калининский фронт в 421-й армейский артиллерийский полк на должность командира батареи. В полку он пробыл по июнь 1942 года включительно. И в нём же был переведён на должность помощника начальника штаба полка. В этот период участвовал в сражениях за Пено, Андреаполь, Торопец, Велиж. За эти бои в октябре 1942 года старший лейтенант В. Я. Кулёв был награждён медалью «За боевые заслуги». Представляя капитана В. Я. Кулёва к награде, начальник разведотделения управления начальника артиллерии 4-й ударной армии так описывает его подвиг:

…6 марта 1942 г. в р-не ВЕЛИЖ огнём батареи, которой командовал т. Кулёв отбита атака противника численностью до двух рот с 4 танками. Уничтожено до 80 солдат и офицеров противника. С 27 апреля по 3 мая в период наступления на ВЕЛИЖ организовал и сам лично руководил — вёл стрельбу прямой наводкой, в результате уничтожен один танк и разгромлено до 15 огневых точек противника…
— Запись начальника разведотделения управления начальника артиллерии 4-й ударной армии в наградном листе капитана В. Я. Кулёва. 
  ЦАМО. Наградной лист в электронном банке документов «Подвиг народа»..
С июня 1942 по май 1945 года он находился на штабных и разведывательных службах в артиллерии на различных должностях при штабе армии и фронта, последовательно: 

— помощник начальника разведывательного отдела управления командующего артиллерией 4-й ударной армии (июнь 1942 — август 1943 года); 

— помощник начальника разведывательного отдела управления командующего артиллерией Калининского (после переименования — 1-го Прибалтийского) фронта; 

— старший помощник начальника разведывательного отдела управления командующего артиллерией 1-го Прибалтийского фронта; 

— заместитель начальника разведывательного отдела управления командующего артиллерией 1-го Прибалтийского фронта. 

Войну закончил в Кёнигсберге. При проведении штурма города проводил артиллерийскую разведку при подготовке артиллерийской атаки. За образцовое выполнение заданий по артиллерийской разведке в Кёнигсбергской операции майор В. Я. Кулёв был награждён орденом Красная Звезда.
После окончания Великой Отечественной войны В. Я. Кулёв проходил службу в штабе Прибалтийского военного округа на должностях, последовательно: 

— старший помощник начальника отделения боевой подготовки наземной артиллерии 2-го отдела Управления командующего артиллерией (май 1945 — январь 1946 года); 

— начальник того же отделения (январь 1946 — июль 1947 года); 

— старший офицер отдела боевой подготовки ПВО (июль 1947 — сентябрь 1949 года).

В октябре 1949 года В. Я. Кулёв поступил в Военную академию им. М. В. Фрунзе, которую с отличием окончил в 1952 году. По её окончании был назначен преподавателем цикла тактики высших офицерских артиллерийских курсов, а затем старшим преподавателем цикла тактики Центральных артиллерийских курсов усовершенствования офицерского состава. На этой должности прослужил до февраля 1958 года. В указанную дату был назначен командиром артиллерийского полка Центральных артиллерийских офицерских курсов. С 1960 по 1962 годы он был начальником учебного центра по подготовке младших командиров для частей тактических ракет. С 1962 по 1963 годы учился на Высших академических курсах при Военной артиллерийской академии, по окончании которых был назначен командиром 186-й учебной ракетной бригады. С ноября 1964 по декабрь 1965 года — начальник Томского ордена Красной Звезды ракетного училища. В 1965 году избирался депутатом Томского областного совета депутатов трудящихся. Однако, сказались последствия полученной на фронте контузии, и В. Я. Кулёв был направлен для лечения в нейрохирургическое отделение Ленинградской военно-медицинской академии. После излечения он был направлен в Пензенское высшее артиллерийское инженерное училище в 1966 г., где проходил службу начальником факультета и заместителем начальника училища. Своим трудолюбием, простотой души, честностью и отзывчивостью, постоянной заботой о нуждах личного состава Василий Яковлевич завоевал авторитет и уважение среди подчинённых. Там же он был награждён вторым орденом Красного Знамени. Избирался депутатом Пензенского городского совета депутатов трудящихся.
В июле 1969 года полковнику В. Я. Кулёву Директивой главнокомандующего Сухопутными войсками было предложено сформировать высшее артиллерийское командное училище в городе Хмельницкий на Западной Украине. С этой труднейшей задачей он справился безукоризненно. В кратчайшие сроки были приведены в порядок имеющиеся на территории бывшей 31-й танковой дивизии учебные и жилые корпуса, а также хозяйственные постройки и ангары для боевой техники. Училище было укомплектовано командным и преподавательским составом. Уже в 1970 году училище осуществило набор курсантов-первокурсников, а также укомплектовало 2-й курс за счёт курсантов, прибывших из других артиллерийских училищ страны. Чуть позже под личным руководством В. Я. Кулёва был построен новый шестиэтажный учебный корпус, один из лучших в системе высшего военного образования в СССР. Для семей офицеров, рабочих и служащих училища было построено два восьмидесятиквартирных дома. Проведены тактические учения с боевыми стрельбами. В 1973 году Хмельницкое высшее артиллерийское командное училище осуществило первый выпуск офицеров. В эти годы В. Я. Кулёву было присвоено воинское звание генерал-майор артиллерии.
1 августа 1974 года Тульское высшее артиллерийское командное ордена Ленина училище имени Тульского пролетариата было преобразовано в высшее инженерное училище (ТВАИУ) со сроком обучения курсантов 5 лет по различным инженерным специальностям:

«И первым начальником ТВАИУ был назначен генерал-майор Василий Яковлевич Кулёв, обладавший к тому времени огромным педагогическим и управленческим опытом работы в военно-учебных заведениях, высоким уровнем компетентности и профессионализма в вопросах организации учебно-воспитательного процесса.»
— Материал биографического очерка о В. Я. Кулёве. 

Тульская областная универсальная научная библиотека. П. О. Любашевский, Е. Ф. Белов. 60 лет, отданных армии. Биографический очерк
С именем В. Я. Кулёва выпускники, ветераны училища, жители города Тулы неразрывно связывают превращение ТВАИУ в один из лучших военных инженерных вузов страны. Его 14-летняя деятельность на посту начальника ТВАИУ (1974—1988) отмечена несколькими государственными и ведомственными наградами:
- три ордена:
  - орден «За службу Родине в Вооружённых Силах СССР» III степени — «за достигнутые успехи в работе по руководству училищем» в 1975 г.,
  - орден Красной Звезды — «за большой вклад, вложенный в подготовку высококвалифицированных кадров для Сухопутных войск» в 1982 г. и
  - орден Отечественной войны I степени в 1985 г.
- В 1975 году В. Я. Кулёв «за достигнутые успехи в области высшего образования» был награждён Министром высшего образования СССР знаком «За отличные успехи в работе».
- В 1976 г. решением Высшей аттестационной комиссии СССР ему было присвоено учёное звание доцент.
- В 1977 г. ему было присвоено воинское звание генерал-лейтенант.

Но, самым достойным и ценным признанием заслуг лично В. Я. Кулёва и всего коллектива училища было награждение Тульского высшего артиллерийского инженерного училища орденом Октябрьской Революции в 1979 году.
Неоднократно избирался депутатом Тульского городского совета депутатов трудящихся (1975, 1980, 1982 гг.). Был членом Тульского областного комитета КПСС.
В 1996 г. за выдающиеся заслуги в исполнении воинского долга, служении Отечеству, воспитании молодого поколения г. Тулы, огромный вклад в военно-патриотическую работу и активную общественную деятельность В. Я. Кулёву было присвоено звание Почётного гражданина города-героя Тулы.
В январе 1988 года генерал-лейтенант В. Я. Кулёв был уволен из рядов Вооружённых Сил. После увольнения работал 12 лет в ТВАИУ на кафедре тактики и боевого обеспечения войск в должности доцента, ведя дисциплину «Военная история». И остался верен своему увлечению, которое он с детства полюбил на всю жизнь — изобразительное искусство. В основном писал пейзажи. В Музее Боевой Славы Тульского артиллерийского инженерного института хранилось несколько его полотен.

Скончался в 1 августа 2001 года в Туле. Похоронен на Смоленском кладбище Тулы.

## Награды
Награды СССР:
- Два ордена Красного Знамени — 1944 г. Наградной лист в электронном банке документов «Подвиг народа»., 1968 г.
- Орден Отечественной войны I степени — 1985 г. Наградной лист в электронном банке документов «Подвиг народа».
- Орден Отечественной войны II степени — 1944 г. Наградной лист в электронном банке документов «Подвиг народа».
- Три ордена Красной Звезды — 1945 г. Наградной лист в электронном банке документов «Подвиг народа»., 1956 г., 1982 г.
- Орден «За службу Родине в Вооружённых Силах СССР» III степени — 1975 г.
- Медали:
  - две медали «За боевые заслуги»
  - Медаль «В ознаменование 100-летия со дня рождения Владимира Ильича Ленина»
  - Медаль «За отличие в охране государственной границы СССР»
  - Медаль «За победу над Германией в Великой Отечественной войне 1941—1945 гг.»
  - Юбилейная медаль «Двадцать лет Победы в Великой Отечественной войне 1941—1945 гг.»
  - Юбилейная медаль «Тридцать лет Победы в Великой Отечественной войне 1941—1945 гг.»
  - Юбилейная медаль «Сорок лет Победы в Великой Отечественной войне 1941—1945 гг.»
  - Медаль «За взятие Кёнигсберга»
  - Медаль «Ветеран Вооружённых Сил СССР»
  - Юбилейная медаль «30 лет Советской Армии и Флота»
  - Юбилейная медаль «40 лет Вооружённых Сил СССР»
  - Юбилейная медаль «50 лет Вооружённых Сил СССР»
  - Юбилейная медаль «60 лет Вооружённых Сил СССР»
  - Юбилейная медаль «70 лет Вооружённых Сил СССР»
  - Медаль «За безупречную службу» I степени
- Нагрудный знак «25 лет победы в Великой Отечественной войне»
- Нагрудный знак «За отличные успехи в работе в области высшего образования СССР», 1975 г.
- Присвоение воинского звания генерал-лейтенант на одну ступень выше занимаемой должности по штату, 1977 г.
- Присвоено звание почётного члена Всеармейского военно-охотничьего общества СССР[3][4], 1983 г.
- Почётный гражданин города-героя Тулы, 1996 г.

Иностранные награды:
- Орден «Крест Грюнвальда» III степени (Польская Народная Республика)
- Медаль «Братство по оружию» (Польская Народная Республика)
- Медаль «30 лет Победы над милитаристской Японией» (Монгольская Народная Республика)
- Медаль «30 лет Победы над фашистской Германией» (Народная Республика Болгария)
- Медаль «30 лет Болгарской народной армии» (Народная Республика Болгария)

## Вклад
- Принял участие в подготовке более 16 тысяч офицеров за почти 20-летний срок службы в военных учебных заведениях.
- Опубликовано в периодической печати более 30 статей.
- Автор учебных пособий:
  - 1959 — «Обучение артиллерийских подразделений действиям ночью»;
  - 1960 — «Учебник сержанта тактических ракет»;
  - а также, многочисленных методических разработок; в том числе
    - принимал участие в разработке наставлений по боевому применению ракетной техники

## Семья
- Жена: Галина Ивановна Кулёва (в девичестве — Сладкевич)[5] (1924—2014);
- две дочери, Людмила Васильевна Клоцова и Елена Васильевна Скорупская, Заслуженный художник Украины.
- сын, Кулёв Александр Васильевич.